# کمی
کَمی (キャミィ Kyamī)، همچنین شناخته شده با اسم رمز کیلر بی (キラービー Kirā Bī)، یک شخصیت ساختگی در مجموعه بازی‌های ویدئویی مبارز خیابانی از شرکت کپ‌کام است. او برای نخستین بار در سال ۱۹۹۳ به عنوان یکی از چهار شخصیت جدید در نسخهٔ ابرمبارز خیابانی ۲: مبارزه‌طلبان جدید حضور پیدا کرد. او همچنین در بازی مبارز خیابانی آلفا ابتدا به عنوان یک شخصیت مخفی و سپس به عنوان یک شخصیت قابل بازی حضور داشته است. در بازی‌های این سری به بررسی داستان پیش‌زمینه او به عنوان یکی از مرگبارترین آدمکش‌ها یا «عروسک‌های» شخصیت شیطانی ام. بایسون پرداخته می‌شود، که به یک مأمور مخفی دارای اختلال یادزدودگی برای سرویس اطلاعات مخفی تبدیل شده‌است.
کمی همچنین در دیگر رسانه‌های مبارز خیابانی همانند فیلم لایو اکشن مبارز خیابانی محصول سال ۱۹۹۴ با نقش‌آفرینی کایلی مینوگ، و مجموعه پویانمایی اسپین آف (۱۹۹۵)، و همچنین مبارز خیابانی ۲: فیلم پویانمایی، اغلب با نام کامل کمی وایت (キャミィ・ホワイト Kyamī Howaito) ظاهر شده‌است. کمی با استقبال و واکنش‌های مثبتی از سوی منتقدان و طرفداران همراه بود، که پیشینه داستان، گیم‌پلی، و طراحی شخصیت او مورد تحسین قرار گرفت. او یکی از سوژه‌های مکرر کازپلی است و به خصوص برای داشتن جذابیت جنسی‌اش موضوع بحث و مورد توجه است. کمی یکی از محبوب‌ترین شخصیت‌های این سری به‌شمار می‌رود، که اغلب در نظرسنجی‌های طرفداران دربارهٔ اینکه خواهان دیدن کدام شخصیت در عناوین جدید مبارز خیابانی و بازی‌های اسپین آف از آن هستند، برنده می‌شود.